# 脂肪酸合酶
脂肪酸合酶（英語：Fatty acid synthase）是一个具有多种功能的酶系统，在哺乳动物中，其分子量高达272kDa。在脂肪酸合酶中，底物和中间产物分子在各个功能结构域（可以位于同一酶分子，也可以位于不同酶分子）中传递直到完成脂肪酸的整个合成过程。

## 代谢功能
脂肪酸是脂肪族类酸，在能量运输和储存、细胞结构、提供激素合成的中间物等多个方面发挥着关键作用。脂肪酸的合成需要将乙酰辅酶A和丙二酸单酰辅酶A通过一系列的克莱森缩合反应然后脱羧（生物素作辅酶）来完成。在脂肪链的延伸过程中，通过连续的酮还原酶、脱水酶以及烯脂酰ACP还原酶的作用，加入的酮基（酰基）被还原为完全饱和的脂肪链。延伸中的脂肪链在这些酶活性位点之间循环传递时，共价连接在酰基载体蛋白的磷酸泛酰巯基乙胺（phophopantetheine）辅基上，并通过硫酯酶的作用而被释放。

## 分类
脂肪酸合酶被分为两大类：
- 类型I，是一个多功能单链蛋白质，普遍存在于哺乳动物和真菌中（虽然哺乳动物和真菌中的脂肪酸合酶在结构上有所区别）。
- 类型II，整个酶系统由多个单功能酶组成，存在于细菌中。

## 结构
哺乳动物中的脂肪酸合酶含有两个等同的多功能单链（形成同源二聚体），每一条氨基酸链的N端区域含有三个催化结构域（酮脂酰合成酶、脱水酶和单酰/乙酰转移酶]]），而C端区域则含有四个结构域（醇还原酶、酮脂酰还原酶、酰基载体蛋白和硫酯酶），这两个区域被中间600个氨基酸残基组成的核心区域所分隔。
脂肪酸合酶组构的传统模型（“头对尾”模型）大部分是基于双功能试剂1,3-dibromopropanone（DBP）能够将一个脂肪酸合酶单体上的酮脂酰合成酶结构域活性位点上的半胱氨酸（Cys161）的巯基和另一个单体上的载体蛋白结构域中的磷酸泛酰巯基乙胺辅基联接在一起的现象。
但对脂肪酸合酶二聚体所进行的突变研究发现酮脂酰合成酶和单酰/乙酰转移酶结构域可以与二聚体中任何一个单体上的载体蛋白共同作用；而对于DBP联接实验结果的再分析显示酮脂酰合成酶的活性位点Cys161的巯基可以被联接到任一单体中载体蛋白4'-磷酸泛酰巯基乙胺的巯基上。。而且，近来发现只含有一个完整单体的异源二聚化的脂肪酸合酶能够进行棕榈酸酯的合成。以上的这些实验结果与之前的“头对尾”模型并不相符，于是另一个模型被提出：两个单体上的酮脂酰合成酶和单酰/乙酰转移酶结构域位于接近脂肪酸合酶二聚体中心的位置，在这一位置上，它们能够与任一单体中的载体蛋白接触。

## 调控
脂肪酸合酶的代谢与体内平衡是由上游刺激因子（Upstream Stimulatory Factor）和固醇调节元件结合蛋白（sterol regulatory element binding protein-1c，SREBP-1c）进行转录调控，以对进食行为和胰岛素做出反应。

## 疾病相关
脂肪酸合酶的基因可能是一个癌基因。在癌症研究中发现，脂肪酸合酶的水平在乳腺癌中发生上调，它可以作为不准确癌症诊断的指标，也是化疗中的潜在靶标。